# براد ولمان
براد ولمان (بالإنجليزية: Brad Wellman)‏ هو لاعب كرة قاعدة أمريكي، ولد في 17 أغسطس 1959 في لودي في الولايات المتحدة.

## وصلات خارجية
- براد ولمان على موقعبيزبول رفرنس.كوم (الدوري الرئيسي) (الإنجليزية)
- براد ولمان على موقعبيزبول رفرنس.كوم (الدوري الثانوي) (الإنجليزية)
- براد ولمان على موقع مشجعي الرسوم البيانية (الإنجليزية)